# Pomnik Wdzięczności Armii Czerwonej w Prudniku
Pomnik Wdzięczności Armii Czerwonej w Prudniku – pomnik w Prudniku wzniesiony w 1946 dla uczczenia żołnierzy Armii Czerwonej, rozebrany w 1991.

## Historia
W czasie bitwy o Prudnik w 1945 zginęło 673 żołnierzy Armii Czerwonej. W mogile na Placu Wolności pochowano dwóch żołnierzy. W 1946 przy mogile postawiono pomnik Wdzięczności Armii Czerwonej. Po ekshumacji w latach 60. XX wieku, zwłoki poległych przeniesiono na cmentarz w Koźlu.
Pod pomnikiem obchodzono uroczystości takie jak rocznica wybuchu II wojny światowej, rocznica zajęcia Prudnika przez Armię Czerwoną oraz Święto Pracy. Znajdował się na nim napis: „Wieczna chwała bohaterom poległym w walce za wolność i niepodległość naszej ojczyzny”.

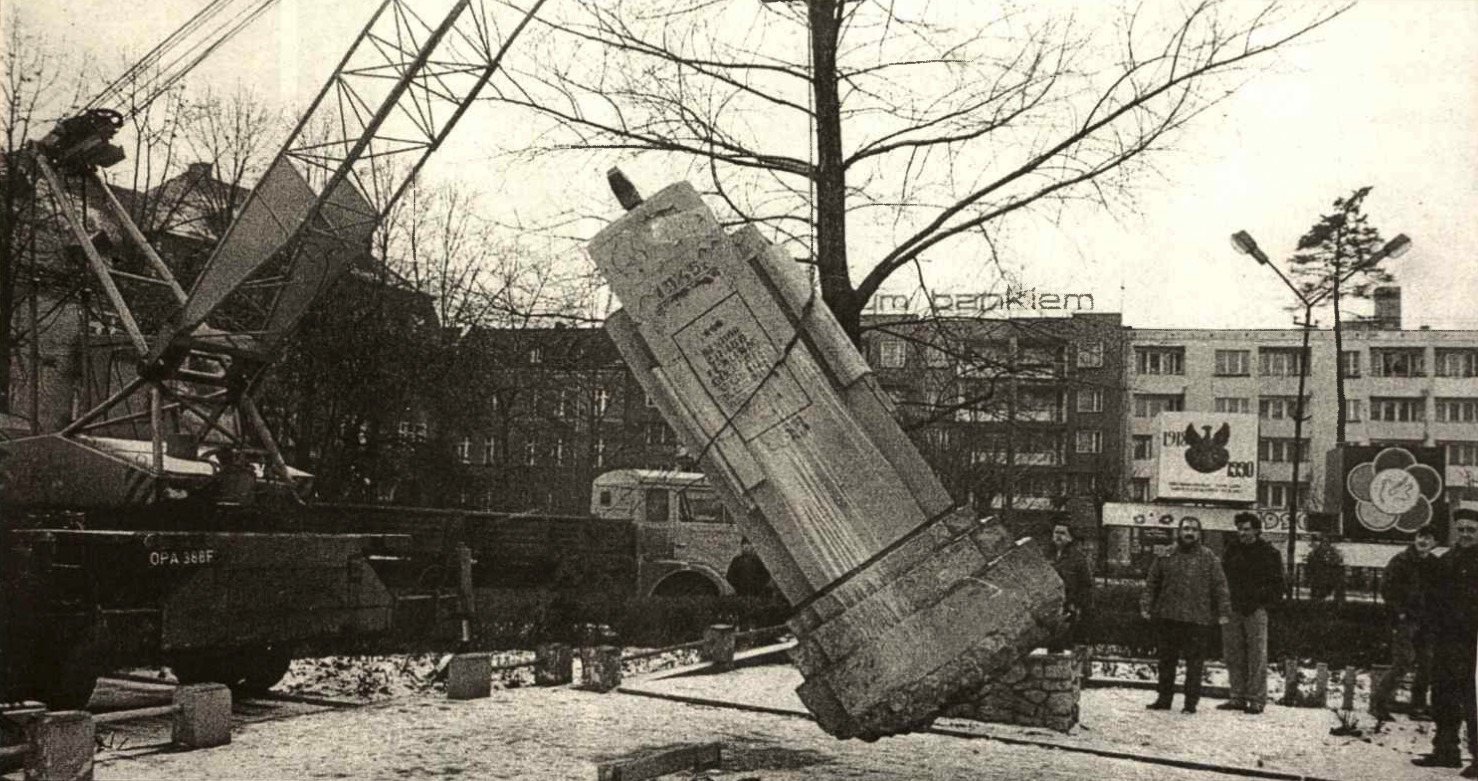
Usunięcie pomnika

Zgodnie z uchwałą przyjętą przez Radę Miejską I kadencji w 1990, 29 stycznia 1991 zdewastowany pomnik został wyrwany z ziemi i wywieziony na cmentarz komunalny. Następnie przechowywany był w magazynie ZBK. Na jego miejscu w 1996 powstał pomnik żołnierzy walczących o wolną Polskę. W ten sposób Plac Wolności pozostał miejscem, w którym odbywają się uroczystości państwowe.